# Marios Matsakis
Marios Matsakis este un om politic cipriot, membru al Parlamentului European în perioada 2004-2009 din partea Ciprului.
1. 1 2 3 4 5 6 7 8 9 10  Matsakis N. Marios (în engleză), Camera Reprezentanților[*], arhivat din original la 8 mai 2004, accesat în 8 mai 2004
2. 1 2 3  50 χρόνια κυπριακού κοινοβουλίου (PDF) (în greacă), Camera Reprezentanților[*], p. 147, arhivat din original (PDF) la 4 iulie 2019, accesat în 4 iulie 2019
3. ↑  http://archive.fo/67xMY Marios MATSAKIS Verificați valoarea |archive-url= (ajutor) (în engleză), Parlamentul European, arhivat din original la 22 iulie 2019, accesat în 22 iulie 2019
4. ↑  http://archive.fo/hHUmm Εκλογές 26ης Μαΐου 1996 Verificați valoarea |archive-url= (ajutor) (în greacă), Camera Reprezentanților[*], arhivat din original la 1 iulie 2019, accesat în 1 iulie 2019